# Café de Flore
Café de Flore je kavárna v Paříži ve čtvrti Saint-Germain-des-Prés v 6. obvodu na křižovatce ulic Boulevard Saint-Germain a Rue Saint-Benoît.

## Historie
Kavárna vznikla na počátku třetí republiky, pravděpodobně v roce 1887. Své jméno získala podle sochy římské bohyně Flory, která stála na druhé straně bulváru.
Kavárna byla mezi světovými válkami významným kulturním místem, kde se setkávali intelektuálové, jako byli např. Jean-Paul Sartre a Simone de Beauvoir. Od roku 1994 v září zde porota vyhlašuje cenu Prix de Flore pro mladé autory, jejichž talent je považován za perspektivní. Cenu založil francouzský spisovatel Frédéric Beigbeder.